# الخطوط الجوية الهندية الرحلة 814
رحلة الخطوط الجوية الهندية 814 هي رحلة طيران تابعة للخطوط الجوية الهندية من طراز أيرباص A300 جرى اختطافها عام 1999 وهي في طريقها من مطار تريبهوفان الدولي في كاتماندو، نيبال إلى مطار انديرا غاندي الدولي في دلهي الهند في يوم السبت 24 ديسمبر 1999، . واتهمت جماعة من حركات المجاهدين ومقرها باكستان بأنها وراء عملية الخطف.
خطفت الطائرة على يد مسلحين بعد وقت قصير من دخول المجال الجوي الهندي. وبعد هبوطها في مطار أمريتسر وثم لاهور و وثم في دبي، أجبر الخاطفين الطائرة على الهبوط في قندهار أفغانستان. أفرج خاطفي الطائرة في دبي عن 27 من 176 راكبا.
عدم اعتراف الهند بنظام طالبان في أفغانستان زاد من تعقيدات المفاوضات بين السلطات الهندية والخاطفين. استمرت عملية الاختطاف لمدة سبعة أيام وانتهت بعد قيام الهند بإطلاق سراح ثلاثة نشطاء محتجزين في الهند وهم مشتاق أحمد زركر، أحمد عمر سعيد شيخ ومولانا مسعود أزهر